# Husseinites
Les Husseinites (arabe : حسينيون) sont une dynastie tunisienne qui est la dernière à régner sur son pays avant l'instauration du régime républicain en 1957.
Instaurée le 15 juillet 1705 par Hussein Ben Ali, qui prend le titre de bey et possesseur du Royaume de Tunis, elle règne sur le pays jusqu'à la proclamation du régime républicain le 25 juillet 1957, ce qui la place au deuxième rang dans la liste des dynasties tunisiennes, derrière celle des Hafsides, quant à la durée de maintien au pouvoir.
L'héritier du bey de Tunis porte le titre de bey du camp (bey al-mahalla) jusqu'à l'indépendance, où il prend le titre de prince héritier. Après la déchéance de la monarchie, il devient le chef de la maison royale.

## Histoire
Après les disputes incessantes entre corsaires et janissaires pour influencer le gouvernement de la régence ottomane au cours du XVIIe siècle, Ben Ali s'impose en 1705 en tant que bey de Tunis et fonde la dynastie des Husseinites sous le nom d'Hussein Ier Bey.
Les historiens s'accordent à souligner l'indépendance de facto de la Tunisie sous la dynastie husseinites par rapport à l'Empire ottoman. Cette indépendance est notamment marquée par la substitution de l'arabe au turc dans les correspondances officielles à partir du règne de Hammouda Pacha (1782-1814) et la création d'un drapeau national sous le règne de Hussein II Bey (1824-1835).
En 1735, Ali Ier Pacha prend le pouvoir en détrônant son oncle Hussein Bey qui sera tué par son petit-neveu Younès le 13 mai 1740. En 1756, Ali Bey est renversé par les deux fils de son prédécesseur qui s'emparent de Tunis avec l'aide du bey de Constantine : Mohamed Rachid Bey (1756-1759) et Ali II Bey (1759-1782).
| La domination des Turcs d'Alger ne prend fin qu'en 1807 par une victoire des Tunisiens conduits par Hammouda Pacha. Après l'élimination des janissaires, l'influence ottomane diminue encore en Tunisie si bien qu'en pratique les Husseinites gouvernent eux-mêmes le pays. Néanmoins, l'économie de la Tunisie est considérablement affaiblie par plusieurs épidémies de peste et de choléra ainsi que la destruction de la flotte corsaire par la France en 1827. Viennent ensuite les règnes de Mahmoud Bey (1814-1824), Hussein II Bey, Moustapha Bey (1835-1837) et Ahmed Ier Bey (1837-1855), fils de Moustapha, qui est l'un des beys les plus énergiques de la dynastie. Sous Mohammed Bey (1855-1859) et Sadok Bey (1859-1882), des réformes sont lancées afin de moderniser le pays mais celles-ci provoquent un fort endettement et une faillite de l'État tunisien. En 1869, le Royaume-Uni, la France et l'Italie prennent le contrôle financier de la Tunisie par l'intermédiaire d'une commission financière internationale supervisant le remboursement de la dette publique du pays. Avec le Pacte fondamental, tous les privilèges sont abolis et tous les Tunisiens se voient conférer des droits civiques. Cependant, bien que cette loi soit confirmée en 1861 dans la première constitution du monde arabe, elle n'entre jamais en vigueur après les révoltes des tribus. Après que la France a accepté l'occupation de Chypre par le Royaume-Uni, elle se retrouve les mains libres en Tunisie, occupe le pays et impose à Sadok Bey, par le traité du Bardo signé le 12 mai 1881, la reconnaissance du protectorat français de Tunisie. Dès lors, le pouvoir des souverains devient symbolique. Après la déclaration d'indépendance de la Tunisie en 1956, le dernier souverain, Lamine Bey, dirige provisoirement le Royaume de Tunisie sans toutefois changer officiellement de titre. Il est déposé le 25 juillet 1957 sous la pression du Premier ministre Habib Bourguiba. Les Husseinites sont également dépossédés de leurs biens avec la proclamation de la République. À la mort de Lamine Bey, le 30 septembre 1962, le prince héritier Hassine Bey (né en 1893 et décédé en 1969), troisième fils de Naceur Bey et frère cadet de Moncef Bey, prend la tête de la maison royale de Tunisie. Une fois ce dernier disparu, aucun des princes de la famille royale ne prétend plus au titre d'héritier mais les aînés continuent à se succéder à la tête de la dynastie. |

## Beys
| Nom                | Portrait                 | Début du règne | Fin du règne | Bey(s) du camp                                                                                   | Notes                                                                              |
| ------------------ | ------------------------ | -------------- | ------------ | ------------------------------------------------------------------------------------------------ | ---------------------------------------------------------------------------------- |
| Hussein Ier Bey    |                          | 1705           | 1735         | Ali Bey (1706-1725), lui succède Mohamed Rachid Bey (1725-1735)                                  |                                                                                    |
| Ali Ier Pacha      |                          | 1735           | 1756         | Younès Bey                                                                                       | Neveu du précédent                                                                 |
| Mohamed Rachid Bey |                          | 1756           | 1759         | Ali Bey, lui succède                                                                             | Fils de Hussein Ier ; cousin du précédent                                          |
| Ali II Bey         |                          | 1759           | 1782         | Hammouda Bey (1777-1782), lui succède                                                            | Frère du précédent                                                                 |
| Hammouda Pacha     |                          | 1782           | 1814         |                                                                                                  | Fils du précédent ; régent dès 1777 ; règne le plus long (32 ans)                  |
| Osman Bey          |                          | 1814           | 1814         | Salih Bey (1814)                                                                                 | Demi-frère du précédent ; règne le plus court (3 mois)                             |
| Mahmoud Bey        |                          | 1814           | 1824         | Ismaël Bey (1815-1816) Hussein Bey (1816-1824), lui succède                                      | Fils aîné de Mohamed Rachid ; écarté du trône à l'âge d'un an par son oncle Ali II |
| Hussein II Bey     |                          | 1824           | 1835         | Moustapha Bey, lui succède                                                                       | Fils du précédent                                                                  |
| Moustapha Bey      |                          | 1835           | 1837         | Ahmed Bey, lui succède                                                                           | Frère du précédent                                                                 |
| Ahmed Ier Bey      | Portrait d'Ahmed Ier Bey | 1837           | 1855         | Mohammed Bey, lui succède                                                                        | Fils du précédent                                                                  |
| Mohammed Bey       | Portrait de Mohammed Bey | 1855           | 1859         | Sadok Bey, lui succède                                                                           | Fils de Hussein II et cousin du précédent                                          |
| Sadok Bey          | Portrait de Sadok Bey    | 1859           | 1882         | Hammouda Bey (1859-1863) Ali Bey (1863-1882), lui succède                                        | Frère du précédent, sans postérité ; début du protectorat français (1881)          |
| Ali III Bey        | Portrait d'Ali III Bey   | 1882           | 1902         | Tahib Bey (1882-1898) Hédi Bey (1898-1902), lui succède                                          | Frère du précédent                                                                 |
| Hédi Bey           | Portrait de Hédi Bey     | 1902           | 1906         | Naceur Bey, lui succède                                                                          | Fils du précédent                                                                  |
| Naceur Bey         | Portrait de Naceur Bey   | 1906           | 1922         | Habib Bey, lui succède                                                                           | Fils de Mohammed Bey et cousin du précédent                                        |
| Habib Bey          |                          | 1922           | 1929         | Ismaël Bey (1922-1928) Ahmed Bey (1928-1929), lui succède                                        | Petit-fils de Mohammed Bey (son père n'a pas régné) et cousin du précédent         |
| Ahmed II Bey       |                          | 1929           | 1942         | Adil Bey (1929-1939) Tahar Bey (1939-1941) Béchir Bey (1941-1942) Moncef Bey (1942), lui succède | Fils d'Ali III et cousin du précédent                                              |
| Moncef Bey         | Portrait de Moncef Bey   | 1942           | 1943         | Lamine Bey, lui succède                                                                          | Fils de Naceur Bey, destitué                                                       |
| Lamine Bey         |                          | 1943           | 1957         | Azzedine Bey (1943-1953) Essadok Bey (1953-1955) Hassine Bey (1955-1957)                         | Fils de Habib Bey ; dernier bey de Tunis                                           |

## Chefs de la maison royale
| Nom                              | À partir de | Jusqu'en | Notes                |
| -------------------------------- | ----------- | -------- | -------------------- |
| Lamine Bey (1881-1962)           | 1957        | 1962     | Dernier bey de Tunis |
| Hassine Bey (1883-1969)          | 1962        | 1969     | Prince héritier      |
| Mustapha Bey (1883-1974)         | 1969        | 1974     |                      |
| Taïeb Bey (1902-1989)            | 1974        | 1989     |                      |
| Slimane Bey (1909-1992)          | 1989        | 1992     |                      |
| Allalah Bey (1910-2001)          | 1992        | 2001     |                      |
| Chedly Bey (1910-2004)           | 2001        | 2004     |                      |
| Moyhedine Bey (1911-2006)        | 2004        | 2006     |                      |
| Hammouda Bey (1928-2013)         | 2006        | 2013     |                      |
| Mohamed El Habib Bey (1929-2023) | 2013        | 2023     |                      |

## Arbre généalogique
- Ali Turki (?-av. 5 mars 1677)
  - Mohamed (?-17 septembre 1735)
    - Ali Ier (30 juin 1688-22 septembre 1756), 1er bey du camp (17 janvier 1706-8 septembre 1725), bey de Tunis (7 septembre 1735-2 septembre 1756)
      - Younès Bey (1715-av. 7 mars 1763), bey du camp (8 novembre 1735-22 septembre 1756)

  - Hussein Ier (1675-13 mai 1740), bey de Tunis (12 juillet 1705-7 septembre 1735)
    - Mohamed Rachid (1710-12 février 1759), bey du camp (8 septembre 1725-7 septembre 1735), bey de Tunis (2 septembre 1756-12 février 1759)
      - Mahmoud (10 juillet 1757-28 mars 1824), bey de Tunis (20 décembre 1814-28 mars 1824)
        - Hussein II (5 mars 1784-20 mai 1835), bey du camp (3 novembre 1816-28 mars 1824), bey de Tunis (28 mars 1824-20 mai 1835)
          - Mohamed (18 septembre 1811-20 septembre 1859), bey du camp (10 octobre 1837-30 mai 1855), bey de Tunis (30 mai 1855-20 septembre 1859)
            - Hussein Bey (4 juillet 1839-26 juillet 1890)
              - Saïd Bey (24 novembre 1873-26 mai 1918)
                - Mustapha Bey (28 janvier 1900-15 juillet 1974), chef de la maison beylicale (9 mai 1969-15 juillet 1974)

            - Naceur (14 juillet 1855-8 juillet 1922), bey du camp (11 juin 1902-11 mai 1906), bey de Tunis (11 mai 1906-8 juillet 1922)
              - Moncef (4 mars 1881-1er sep. 1948), bey du camp (30 avril-19 juin 1942), bey de Tunis (19 juin 1942-6 juillet 1943)
              - Hassine Bey (22 mai 1893-9 mai 1969), bey du camp (1er octobre 1955-20 mars 1956), prince héritier (20 mars 1956-25 juillet 1957), chef de la maison beylicale (30 septembre 1962-9 mai 1969)
              - Mohamed Bey (22 décembre 1897-18 août 1953)
                - Hammouda Bey (11 août 1928-17 juin 2013), chef de la maison beylicale (? octobre 2006-17 juin 2013)

          - Sadok (7 février 1813-29 octobre 1882), bey du camp (10 juin 1855-20 septembre 1859), bey de Tunis (20 septembre 1859-29 octobre 1882)
          - Hammouda Bey (1816-13 août 1863), bey du camp (22 septembre 1859-13 août 1863)
          - Ali III (14 août 1817-11 juin 1902), bey du camp (23 août 1863-29 octobre 1882), bey de Tunis (29 octobre 1882-11 juin 1902)
            - Moustapha Bey (3 avril 1844-31 août 1895)
              - Azzedine Bey (6 avril 1882-1er juillet 1953), bey du camp (2 juillet 1943-1er juillet 1953)
                - Slimane Bey (15 décembre 1909-26 août 1992), chef de la maison beylicale (28 mai 1989-26 août 1992)
                - Allalah Bey (7 novembre 1910-2001), chef de la maison beylicale (26 août 1992-2001)
                - Moyhedine Bey (29 octobre 1911-? octobre 2006), chef de la maison beylicale (2 juillet 2004-? octobre 2006)

              - Essadok Bey (17 mai 1883-1er octobre 1955), bey du camp (5 juillet 1953-1er octobre 1955)

            - Hédi (24 juin 1855-11 mai 1906), bey du camp (3 décembre 1898-11 juin 1902), bey de Tunis (11 juin 1902-11 mai 1906)
              - Tahar Bey (18 janvier 1877-6 mars 1941), bey du camp (9 mars 1939-6 mars 1941)
              - Béchir Bey (1er février 1881-26 avril 1942), bey du camp (13 mars 1941-26 avril 1942)

            - Ismaël Bey (15 janvier 1859-10 janvier 1928), bey du camp (10 juillet 1922-10 janvier 1928)
            - Ahmed II (13 avril 1862-19 juin 1942), bey du camp (14 janvier 1928-11 février 1929), bey de Tunis (11 février 1929-19 juin 1942)
              - Taïeb Bey (29 décembre 1902-29 avril 1989), chef de la maison beylicale (15 juillet 1974-29 avril 1989)

          - Mimoune Bey (av. 19 octobre 1819-16 novembre 1861)
            - Habib (13 août 1858-13 février 1929), bey du camp (12 mai 1906-8 juillet 1922), bey de Tunis (8 juillet 1922-13 février 1929)
              - Azzeddine Bey (19 juillet 1875-3 octobre 1931)
                - Mohamed El Habib Bey (25 octobre 1929-20 novembre 2023), chef de la maison beylicale (17 juin 2013-20 novembre 2023)

              - Lamine (4 septembre 1881-30 septembre 1962), bey du camp (25 juin 1942-8 juillet 1943), bey de Tunis (8 juillet 1943-25 juillet 1957), chef de la maison beylicale (25 juillet 1957-30 septembre 1962)
                - Chedly Bey (12 décembre 1910-2 juillet 2004), chef de la maison beylicale (2001-2 juillet 2004)

          - Tahib Bey (27 juillet 1822-3 décembre 1898), bey du camp (1er novembre 1882-3 décembre 1898)
          - Adil Bey (av. 11 juillet 1831-4 novembre 1867)
            - Adil Bey (9 octobre 1866-26 février 1939), bey du camp (février 1929-26 février 1939)

        - Moustapha (? août 1786-10 octobre 1837), bey du camp (28 mars 1824-20 mai 1835), bey de Tunis (20 mai 1835-10 octobre 1837)
          - Ahmed Ier (2 décembre 1806-30 mai 1855), bey du camp (20 mai 1835-10 octobre 1837), bey de Tunis (10 octobre 1837-30 mai 1855)

      - Ismaël Bey (?-3 novembre 1816), bey du camp (20 février 1815-3 novembre 1816)

    - Ali II (24 novembre 1712-26 mai 1782), bey du camp (3 septembre 1756-12 février 1759), bey de Tunis (12 février 1759-26 mai 1782)
      - Hammouda Pacha (9 décembre 1759-15 septembre 1814), bey du camp (9 février 1777-26 mai 1782), bey de Tunis (26 mai 1782-15 septembre 1814)
      - Osman (27 mai 1763-21 décembre 1814), bey de Tunis (15 septembre 1814-20 décembre 1814)
        - Salih Bey (1782-21 décembre 1814), bey du camp (15 septembre 1814-20 décembre 1814)

## Autres personnalités
- Fayçal Bey (1955- ), biologiste, arrière-petit-fils de Lamine Bey ;
- Janina Bey (1960- ), artiste et couturière, arrière-petite-fille de Lamine Bey[11].